# Ambassade van IJsland in Oeganda
De ambassade van IJsland in Oeganda is sinds 2004 gevestigd in hoofdstad Kampala in de wijk Nakasero.

## Geschiedenis
De diplomatieke relatie tussen IJsland en Oeganda begon in 2000 toen het IJslandse ontwikkelingsagentschap een regionaal kantoor opende in de hoofdstad Kampala. Het land werd de eerste jaren diplomatiek bediend vanuit het IJslandse ministerie van Buitenlandse Zaken in Reykjavik, maar met ingang van 2002 vanuit de IJslandse ambassade in Maputo in Mozambique.
In juni 2004 werd het ontwikkelingskantoor in Kampala omgevormd in een ambassade, tegelijkertijd met de post in Malawi. De ambassade kreeg een charges d'affair, maar de ambassadeur bleef in Mozambique gevestigd. Benedikt Ásgeirsson was in mei 2005 de eerste IJslandse ambassadeur die de geloofsbrieven in Oeganda overhandigde. In november 2005 werd de IJslandse hoofdambassade voor Zuidelijk- en Oost-Afrika verhuisd vanuit Maputo naar Pretoria in Zuid-Afrika.
Door de IJslandse bankencrisis moest het land flink bezuinigen op haar ontwikkelingsgelden. De regering sneed in 2010 in het aantal ambassades in ontwikkelingslanden, waaronder die in Pretoria, Maputo en Windhoek. De Oegandese ambassade bleef overeind, maar de diplomatieke relatie werd door deze reorganisatie weer vanuit Reykjavik geleid.
In 2018 werd de ambassade in Kampala de standplaats van de IJslandse ambassadeur naar de Afrikaanse landen Djibouti, Ethiopië, Kenia, Malawi, Namibië en Oeganda. De ambassade werd ook de permanente vertegenwoordiging bij de Afrikaanse Unie in Addis Abeba en bij het VN-Milieuprogramma (UNEP) in Nairobi. In 2020 werden Djibouti, Malawi en Namibië uit het ambassadegebied gehaald, waarna in 2022 ook Ethiopië en Kenia geschrapt werden.

## Ontwikkelingssamenwerking
IJsland en Oeganda werken sinds 2000 samen op het gebied van ontwikkelingssamenwerking. In 2001 begon de samenwerking met het district Kalangala, dat bestaat uit 84 eilanden in het Victoriameer. Aanvankelijk was het steunprogramma gericht op de visserij in het gebied, maar dit werd met de jaren uitgebreid naar onderwijs en de watervoorziening. De zogeheten districtsaanpak van IJsland, gelijke met die in Malawi, werd een blauwdruk voor het IJslandse ontwikkelingsbeleid. In 2014 werd begonnen met projecten in samenwerking met de autoriteiten van de districten Buikwe en Namayingo, beiden ook aan de kust van het Victoriameer gelegen.

## Ambassadeurs
De volgende diplomaten waren geaccrediteerd ambassadeur voor IJsland naar Oeganda.
| #                                                | Naam                         | Aanstelling      | Einde missie    | Noten         | Opmerking                              |
| ------------------------------------------------ | ---------------------------- | ---------------- | --------------- | ------------- | -------------------------------------- |
| 1                                                | Benedikt Ásgeirsson          | 12 mei 2005      | 1 june 2006     | [ 4 ] [ 13 ]  | Vanaf november 2005 vanuit Zuid-Afrika |
| 2                                                | Unnur Orradóttir Ramette     | 22 februari 2019 | 30 juni 2020    | [ 14 ] [ 15 ] |                                        |
|                                                  | Þórdís Sigurðardóttir        | 1 juli 2020      | 1 augustus 2023 | [ 16 ]        | Charges d'Affair in Kampala            |
|                                                  | Hildigunnur Engilbertsdóttir | 1 augustus 2023  |                 | [ 17 ]        | Charges d'Affair in Kampala            |
| Bron tot 2007. Lijst bijgewerkt in januari 2025. |                              |                  |                 |               |                                        |